# Joaquín Suárez

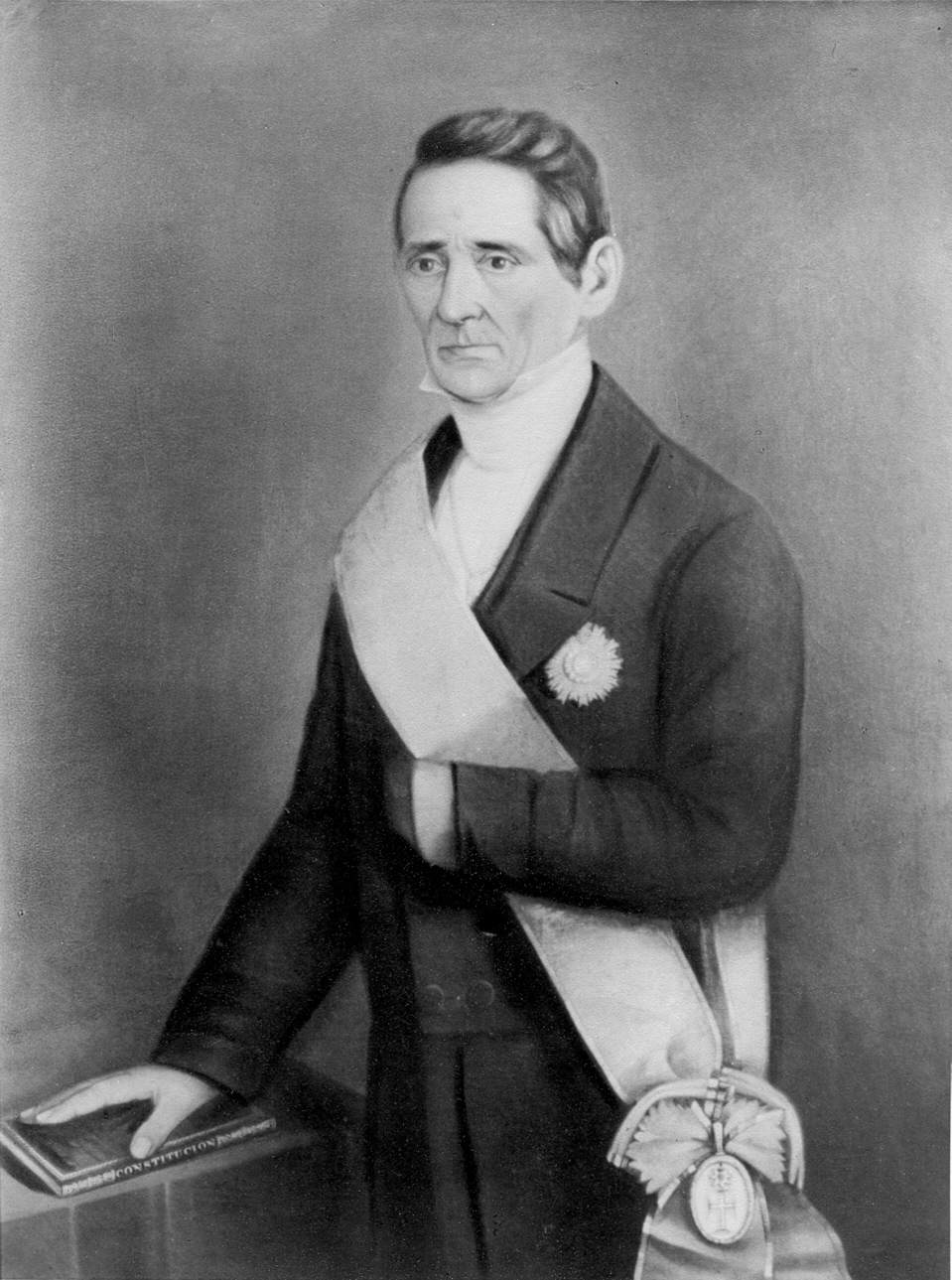
Joaquín Suárez

Joaquín Luis Miguel Suárez de Rondelo y Fernández  (* 18. August 1781 in Canelones; † 26. Dezember 1868 in Montevideo) war ein uruguayischer Politiker.

## Leben
Suárez übte im Verlauf seiner politischen Karriere verschiedene Positionen und Ämter aus, sowohl während, als auch nach Abschluss des Unabhängigkeitsprozesses Uruguays. So war er zunächst vom 29. Juli 1815 bis zum 20. Januar 1817 gemeinsam mit Miguel Manuel Francisco Barreiro Bermúdez in der Funktion des Gouverneurs von Montevideo als Präsident der Provinz-Regierung innerhalb der Vereinigten Provinzen des Río de la Plata tätig, bevor das damals noch Provincia Oriental genannte Uruguay von Carlos Federico Lecor für Brasilien erobert wurde. Vom 1. Dezember bis zum 22. Dezember des Jahres 1828 hatte er nach Erreichung der Unabhängigkeit interimsweise das Amt des Gouverneurs und des Capitán General inne, für das José Rondeau gewählt worden war und das er am 22. Dezember von Suárez übernahm. Weiter gehörte er der verfassungsgebenden Versammlung (1828 bis 1830) an (Asamblea Constituyente y Legislativa del Estado Oriental).
Im Zeitraum 19. September 1831 bis 7. November 1831 war der der Partido Colorado angehörige Suárez sodann Außenminister von Uruguay.
Schließlich übernahm er während des Bürgerkrieges, des Grande Guerra, in der Gobierno de la Defensa (Verteidigungsregierung) interimsweise, und gleichzeitig langfristig das Präsidentenamt vom 1. März 1843 bis zum 15. Februar 1852.
In diese Amtszeit fällt unter anderem die am 28. Oktober 1846 beschlossene offizielle Abschaffung der Sklaverei in Uruguay.
Auf Suárez geht auch der Entwurf der uruguayischen Flagge in ihrer heutigen Form zurück.
Im montevideanischen Stadtteil Prado ist die Avenida Joaquín Suárez, in der sich die Präsidentenresidenz befindet, nach ihm benannt. Ihm zu Ehren tragen zudem eine Stadt im uruguayischen Departamento Canelones und eine im Departamento Colonia gelegene Ansiedlung seinen Namen.